# Diana Belbiță
Diana Irena Belbiță (ur. 26 czerwca 1996 w Drobeta-Turnu Severin) – rumuńska zawodniczka MMA, była kick-bokserka, zawodniczka judo i kenpō. W latach 2019-2025 związana z UFC. Była mistrzyni świata i Europy w kenpō i pretendentka do mistrzostw RXF i KSW.

## Życiorys
Belbiță rozpoczęła treningi sztuk walki w wieku 12 lat, zaczynając od judo, później kick-boxingu i karate. W 2014 roku została zawodową zawodniczką i ostatecznie udało jej się zdobyć tytuły mistrzyni Europy i Świata w kenpō. Początkowo borykała się z trudnościami finansowymi w swojej karierze.
W 2019 roku pojawiła się w Fermie, rumuńskim programie opartym na grupie celebrytów mieszkających razem 24 godziny na dobę na farmie, bez prywatności przez trzy miesiące i odizolowanych od świata zewnętrznego, co zapewniło jej wzrost popularności.

## Kariera MMA

### Wczesna kariera
Belbiță rozpoczynając karierę zawodową w 2014 roku, zebrała rekord 13-4 na europejskiej scenie MMA. Podczas historycznej gali KSW 39: Colosseum, która odbyła się 27 maja 2017 na stadionie PGE Narodowy zawalczyła z Arianą Lipski o pierwszy w historii pas KSW w wadze muszej.

### UFC
18 października 2019 na gali UFC on ESPN: Reyes vs. Weidman zadebiutowała w amerykańskiej organizacji UFC przeciwko Molly McCann. Przegrała walkę przez jednogłośną decyzję.
6 lipca 2020 roku zmierzyła się z Lianą Jojua na UFC on ESPN: Kattar vs. Ige i przegrała walkę przez poddanie w pierwszej rundzie.
Następnie stoczyła walkę z Hannah Goldy na UFC on ESPN: Sandhagen vs. Dillashaw 24 lipca 2021 roku. Wygrała walkę przez jednogłośną decyzję.
19 lutego 2022 roku na gali UFC Fight Night: Walker vs. Hill doszło do jej walki z Glorią de Paula. Przegrała walkę przez jednogłośną decyzję.
Oczekiwano, że 17 września 2022 roku zawalczy z Lomą Lookboonmee, jednak z czasem wycofała się z nieujawnionego powodu i została zastąpiona przez Denise Gomes.
Na gali UFC 289, która odbyła się 10 czerwca 2023 powróciła do oktagonu po ponad rocznej przerwie, mierząc się z Brazylijką, Marią Oliveirą. Zwyciężyła jednogłośną decyzją sędziów.
Podczas gali UFC Fight Night: Dawson vs. Green, która odbyła się 7 października 2023 w Las Vegas stoczyła walkę z byłą mistrzyni KSW w kat. słomkowej, Karoliną Kowalkiewicz-Zaborowską. Przegrała jednogłośnie na punkty.
Cztery miesiące później podczas wydarzenia UFC Fight Night: Dolidze vs. Imavov, została poddana balachą przez Molly McCann, na sekundę przed końcem pierwszej rundy.
5 kwietnia 2025 na gali UFC Fight Night: Emmett vs. Murphy zmierzyła się z Brazylijką, Dione Barbosą. Ponownie przegrała przez poddanie w pierwszej rundzie.
8 kwietnia 2025 poinformowała w mediach społecznościowych o zakończeniu kariery zawodniczej.

## Osiągnięcia

### Kenpō
- International Kempo Federation
  - 2018: Złota medalistka mistrzostw świata IKF Kempo[23]
  - 2017: Złota medalistka Mistrzostw Europy IKF Kempo -60 kg / 132 lb[24]
- United World Sport Kempo Federation
  - 2017: Złota medalistka Otwartych Mistrzostw Europy UWSKF[25]

### Kick-boxing
- Światowe Stowarzyszenie Organizacji Kickboxingu
  - 2012: Złota medalistka mistrzostw świata w kickboxingu WAKO 2012[26]

### Karate
- Romanian Federation of Contact Martial Arts
  - 2013: Złota medalistka Rumuńskich Mistrzostw Narodowych FRAMC Sei-Budokai

## Lista walk w MMA
| Wynik     | Bilans | Przeciwnik (bilans przed walką)         | Rozstrzygnięcie                                               | Runda | Czas | Rozgrywki                            | Data       | Miejsce               | Uwagi                                               |
| --------- | ------ | --------------------------------------- | ------------------------------------------------------------- | ----- | ---- | ------------------------------------ | ---------- | --------------------- | --------------------------------------------------- |
| Przegrana | 15-10  | Dione Barbosa (7-3)                     | Poddanie (duszenie trójkątne nogami)                          | 1     | 4:13 | UFC Fight Night: Emmett vs. Murphy   | 05.04.2025 | Las Vegas             |                                                     |
| Przegrana | 15-9   | Molly McCann (13-6)                     | Poddanie (dźwignia prosta na staw łokciowy)                   | 1     | 4:59 | UFC Fight Night: Dolidze vs. Imavov  | 03.02.2024 | Las Vegas             |                                                     |
| Przegrana | 15-8   | Karolina Kowalkiewicz-Zaborowska (15-7) | Decyzja (jednogłośna)                                         | 3     | 5:00 | UFC Fight Night: Dawson vs. Green    | 07.10.2023 | Las Vegas             |                                                     |
| Wygrana   | 15-7   | Maria Oliveira (13-6)                   | Decyzja (jednogłośna)                                         | 3     | 5:00 | UFC 289                              | 10.06.2023 | Vancouver             |                                                     |
| Przegrana | 14-7   | Gloria de Paula (5-4)                   | Decyzja (jednogłośna)                                         | 3     | 5:00 | UFC Fight Night: Walker vs. Hill     | 19.02.2022 | Las Vegas             |                                                     |
| Wygrana   | 14-6   | Hannah Goldy (5-1)                      | Decyzja (jednogłośna)                                         | 3     | 5:00 | UFC on ESPN: Sandhagen vs. Dillashaw | 24.07.2021 | Las Vegas             |                                                     |
| Przegrana | 13-6   | Liana Jojua (6-3)                       | Poddanie (dźwignia prosta na staw łokciowy)                   | 1     | 2:47 | UFC on ESPN: Kattar vs. Ige          | 16.07.2020 | Abu Zabi              |                                                     |
| Przegrana | 13-5   | Molly McCann (9-2)                      | Decyzja (jednogłośna)                                         | 3     | 5:00 | UFC on ESPN: Reyes vs. Weidman       | 18.10.2019 | Boston                | Debiut w UFC.                                       |
| Wygrana   | 13-4   | Ana Maria Pal (1-2)                     | Poddanie (dźwignia prosta na staw łokciowy)                   | 2     | 3:26 | RXF 34                               | 13.05.2019 | Braszów               |                                                     |
| Wygrana   | 12-4   | Milena Bojiç (0-0)                      | TKO (ciosy pięściami)                                         | 1     | 0:17 | RXF 33                               | 10.12.2018 | Bukareszt             |                                                     |
| Wygrana   | 11-4   | Ana Maria Pal (0-0)                     | Poddanie (dźwignia prosta na staw łokciowy)                   | 2     | 1:35 | RXF 30                               | 20.08.2018 | Bukareszt             |                                                     |
| Wygrana   | 10-4   | Cristina Netza (0-0)                    | TKO (ciosy pięściami)                                         | 3     | 0:49 | RXF 29                               | 18.12.2017 | Braszów               |                                                     |
| Przegrana | 9-4    | Iony Razafiarison (3-1)                 | Poddanie (duszenie gilotynowe)                                | 2     | 1:21 | Superior Fighting Championship 18    | 16.09.2017 | Ludwigshafen          | Pojedynek o mistrzostwo SFC w wadze muszej.         |
| Wygrana   | 9-3    | Morgane Manfredi (0-2)                  | Decyzja (większościowa)                                       | 3     | 5:00 | RXF 27                               | 29.07.2017 | Piatra Neamț          |                                                     |
| Przegrana | 8-3    | Ariane da Silva (8-3)                   | Poddanie (dźwignia prosta na staw łokciowy)                   | 1     | 4:52 | KSW 39: Colosseum                    | 27.05.2017 | Warszawa              | Pojedynek o mistrzostwo KSW w wadze muszej.         |
| Wygrana   | 8-2    | Katarzyna Lubońska (4-1)                | Decyzja (jednogłośna)                                         | 3     | 5:00 | KSW 36: Trzy Korony                  | 01.10.2016 | Zielona Góra          | Debiut w KSW, Powrót do wadze muszej.               |
| Wygrana   | 7-2    | Virag Furo (0-2)                        | TKO (łokcie)                                                  | 1     | 2:08 | RXF 23: Romania vs. United Kingdom   | 06.06.2016 | Bukareszt             |                                                     |
| Wygrana   | 6-2    | Paulina Borkowska (0-4)                 | TKO (wysokie kopnięcie na głowę i ciosy pięściami w parterze) | 1     | 4:00 | RXF 22                               | 21.03.2016 | Bukareszt             |                                                     |
| Przegrana | 5-2    | Eeva Siiskonen (4-3-1)                  | Decyzja (niejednogłośna)                                      | 3     | 5:00 | Lappeenranta Fight Night 14          | 28.11.2015 | Lappeenranta          |                                                     |
| Przegrana | 5-1    | Cristina Stanciu (2-0)                  | Poddanie (dźwignia prosta na staw łokciwowy)                  | 1     | 2:41 | RXF 18                               | 15.06.2015 | Kluż-Napoka           | Pojedynek o pas mistrzowski RXF w wadze koguciej.   |
| Wygrana   | 5-0    | Renáta Cseh-Lantos (3-0)                | Decyzja (jednogłośna)                                         | 3     | 5:00 | RXF 17                               | 16.03.2015 | Krajowa               |                                                     |
| Wygrana   | 4-0    | Roxana Crișan (0-3)                     | TKO (ciosy pięściami)                                         | 1     |      | Ultimate Fighting Tournament 3       | 07.11.2014 | Kluż-Napoka           | Debiut w wadze muszej.                              |
| Wygrana   | 3-0    | Alice Ardelean (2-0)                    | Poddanie (dźwignia prosta na staw łokciowy)                   | 2     | 3:05 | RXF 14                               | 03.11.2014 | Sybin                 |                                                     |
| Wygrana   | 2-0    | Roxana Dinescu (0-0)                    | Poddanie (dźwignia prosta na staw łokciowy)                   | 2     | 4:12 | RXF 12                               | 04.08.2014 | Mamaia                |                                                     |
| Wygrana   | 1-0    | Roxana Crișan (0-1)                     | TKO (ciosy pięsciami)                                         | 1     | 1:22 | RXF 10                               | 05.04.2014 | Drobeta-Turnu Severin | Debiut w zawodowym MMA. Pojedynek w wadze koguciej. |